# クリード 炎の宿敵
『クリード 炎の宿敵』（クリード ほのおのしゅくてき、原題: Creed II）は、2018年製作のアメリカ合衆国のスポーツ・ドラマ映画。監督はスティーヴン・ケイプル・ジュニア、出演はマイケル・B・ジョーダンとシルヴェスター・スタローンなど。
『ロッキー』シリーズのスピンオフ映画『クリード チャンプを継ぐ男』の続編。日本では2019年1月11日公開。
敵役として、『ロッキー4/炎の友情』（1985年公開）でアポロ・クリードやロッキーと対戦したイワン・ドラゴと、その息子のヴィクター・ドラゴが登場する。イワン役は『ロッキー4』と同じくドルフ・ラングレンである。また、ブリジット・ニールセンもイワンの妻ルドミラ役を再び演じている。

## ストーリー
かつてのボクシング世界ヘビー級チャンピオン、アポロ・クリードの遺児アドニスは、亡き父の親友ロッキー・バルボアの指導の下で戦歴を重ね、現王者ウィラードとのタイトルマッチに勝利し新王者となる。アドニスは恋人ビアンカと結婚し、やがて2人には娘が産まれる。娘はビアンカの持っている聴覚障害が遺伝していた。アドニスは父親になった不安と、王者として守るべきものが増えたことに動揺する。
一方、かつてアポロの命を奪ったロシア人ボクサー、イワン・ドラゴはロッキーとの試合に敗れ、国家的英雄としての地位と名誉を失い、ウクライナで貧しい暮らしを送っていたが、息子ヴィクターを最強の戦士に鍛え上げ、ロッキーへの復讐の機会を伺っていた。

## キャスト
※括弧内は日本語吹替
- アドニス・クリード - マイケル・B・ジョーダン（杉村憲司）
- ロッキー・バルボア - シルヴェスター・スタローン（羽佐間道夫）
- ビアンカ - テッサ・トンプソン（東條加那子）
- メアリー・アン・クリード - フィリシア・ラシャド（英語版）（水野ゆふ）
- イワン・ドラゴ - ドルフ・ラングレン（板取政明）
- ヴィクター・ドラゴ - フロリアン・ムンテアヌ[13]（山本格）
- バディ・マーセル - ラッセル・ホーンズビー（長谷川敦央）
- トニー・“リトル・デューク”・バートン - ウッド・ハリス（落合弘治）
- ロバート・バルボア - マイロ・ヴィンティミリア（角田雄二郎）
- ローガン・バルボア - ロビー・ジョンズ（森永麻衣子）
- ダニー・“スタントマン”・ウィーラー - アンドレ・ウォード
- ルドミラ・ドラゴ - ブリジット・ニールセン
- スティッチ - ジェイコブ・“スティッチ”・デュラン（英語版）（佐々木薫）

## 作品の評価
Rotten Tomatoesによれば、「『クリード 炎の宿敵』は（ロッキー）シリーズの方式に固執しているため続編に真の驚きはほとんどないが、時代を超えて受け継がれてきた世代的なテーマは依然としてしっかりとしたパンチを持っている。」であり、303件の評論のうち高評価は83%にあたる253件で、平均点は10点満点中6.87点となっている。
Metacriticによれば、45件の評論のうち、高評価は29件、賛否混在は15件、低評価は1件で、平均点は100点満点中66点となっている。